# Sulpicio
Sulpicio  è un nome proprio di persona italiano maschile.

## Varianti
- Maschili: Sulpizio[1][2][3]
- Femminili: Sulpicia[1], Sulpizia[1][3]

### Varianti in altre lingue
- Basco: Sulbiki[4]
- Catalano: Sulpici[4]
- Francese: Sulpice
- Galiziano: Sulpicio
- Latino: Sulpicius[3][5]
  - Femminili: Sulpicia[3][5]
  - Alterati femminili: Sulpicilla[5]
- Polacco: Sulpicjusz
- Portoghese: Sulpício
- Russo: Сульпиций (Sul'picij)
- Spagnolo: Sulpicio[4]
- Ucraino: Сульпіцій (Sul'picij)

## Origine e diffusione
Nome di scarsissima diffusione in Italia, riprende il latino Sulpicius, tipico della gens Sulpicia e portato poi anche da alcuni santi. L'etimologia è ignota; alcune fonti ipotizzano una connessione al latino sulfur ("zolfo"), o a Sula, una forma arcaica del nome di Silla.

## Onomastico
L'onomastico si può festeggiare in memoria di più santi, alle date seguenti:
- 17 gennaio, san Sulpizio il Pio, vescovo di Bourges[2][6][7]
- 29 gennaio, san Sulpizio Severo, vescovo di Bourges[2][6][8]
- 20 aprile, san Sulpizio, martire sulla via Latina fuori Roma con san Serviziano[2][4][6][7]
- 12 settembre, beato Pietro Sulpizio Cristoforo Faverge, religioso lasalliano, uno dei martiri dei pontoni di Rochefort[6]

## Persone

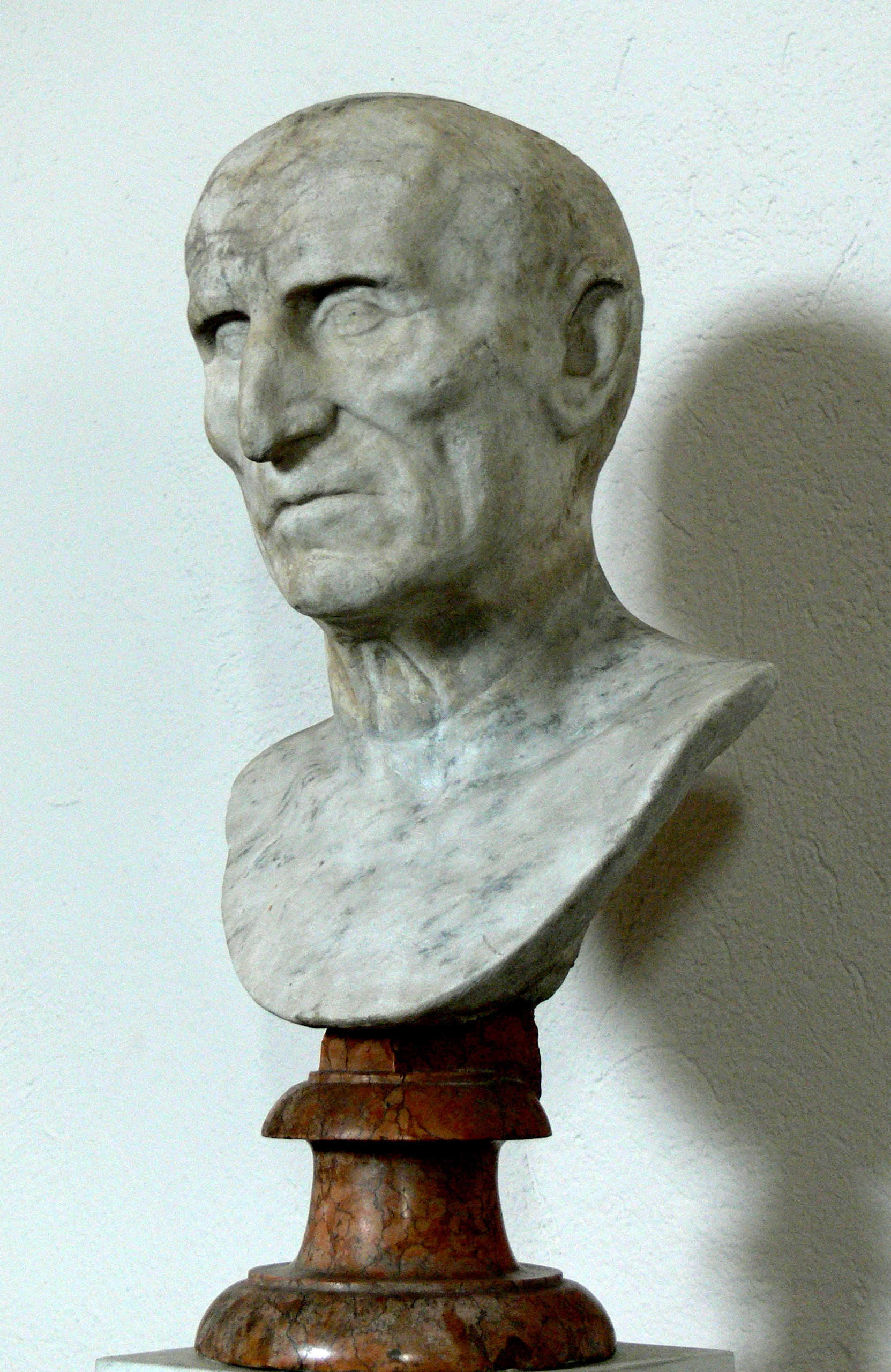
Servio Sulpicio Galba

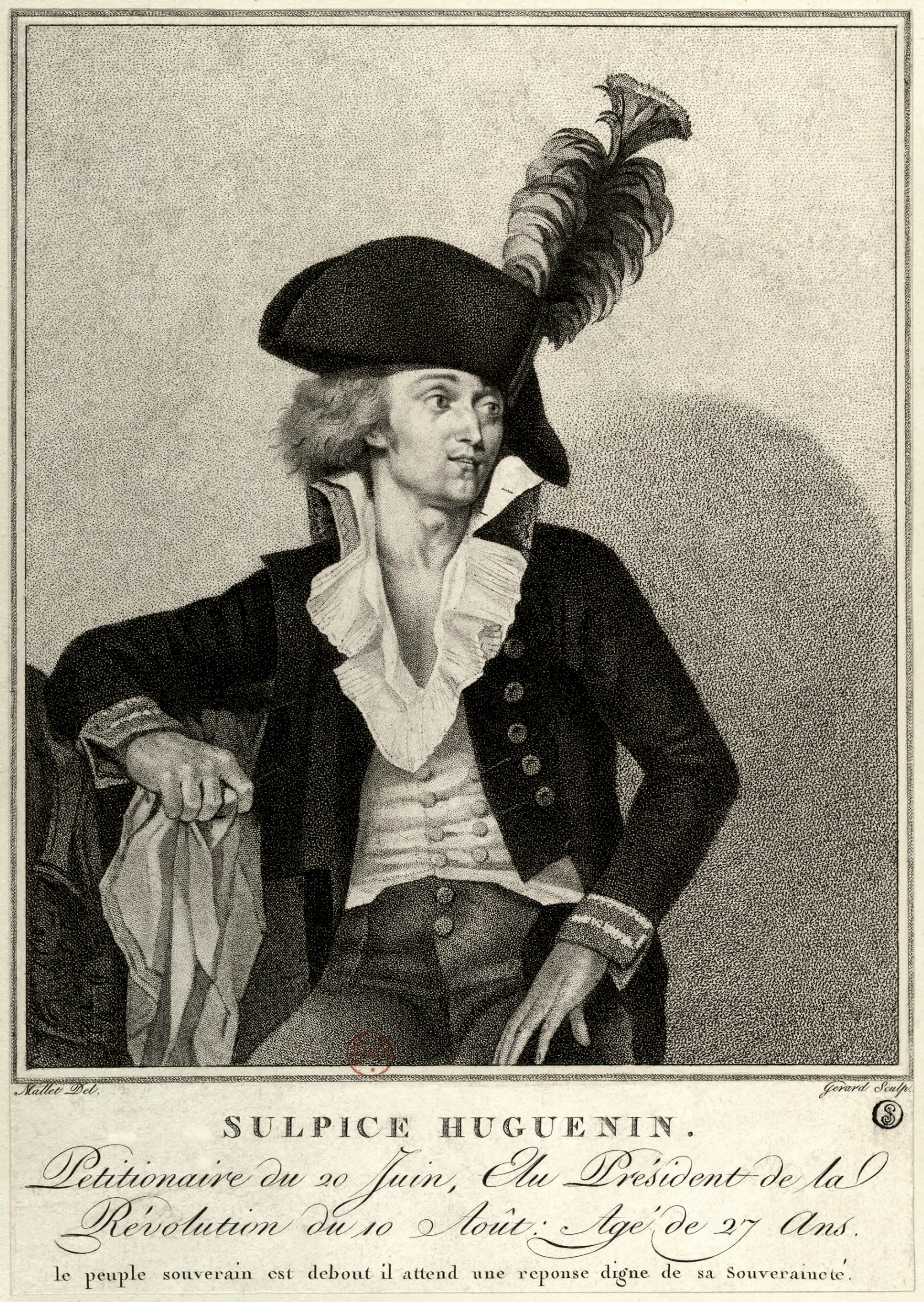
Sulpice Huguenin

- Sulpicio Alessandro, storico romano
- Sulpicio Apollinare, grammatico romano
- Sulpicio Severo, storico e saggista romano
- Publio Sulpicio Quirinio, politico e militare romano
- Servio Sulpicio Galba, imperatore romano
- Servio Sulpicio Rufo, oratore e giureconsulto romano

### Varianti maschili
- Sulpizio il Pio, vescovo di Bourges
- Sulpizio Severo, vescovo di Bourges
- Sulpice Huguenin, avvocato, scrittore e politico francese

### Variante femminile Sulpicia
- Sulpicia, poetessa romana
- Sulpicia Dryantilla, moglie di Regaliano